# Флер (Сомма)
Флер (фр. Flers) — коммуна на севере департамента Сомма в О-де-Франс на севере Франции.
Флер лежит к югу от дороги D929, между коммунами Альбер и Бапом.

## История
В 1916, во время Первой мировой войны, возле Флер прошла битва при Флер-Курселет. Во время той битвы был впервые использован танк Mark I на поле боя.

## Демография
| 1962 | 1968 | 1975 | 1982 | 1990 | 1999 | 2006 | 2018 |
| ---- | ---- | ---- | ---- | ---- | ---- | ---- | ---- |
| 210  | 220  | 212  | 184  | 182  | 138  | 159  | 197  |